# ثورا دوجارد
ثيودورا (ثورا) فريدريك ماري دوجارد (بالدنماركية: Thora Daugaard)‏ (1874-1951) كانت ناشطة دنماركية في مجال حقوق المرأة وعالمة مسالمة ومحررة ومترجمة. حضرت في عام 1915 المؤتمر الدولي للمرأة في لاهاي مع كلارا تايبيرج، وأسست بعد ذلك وترأست لاحقاً سلسلة السلام النسائية الدنماركية التي أصبحت الفرع الدنماركي للرابطة النسائية الدولية للسلام والحرية. ساهمت أيضاً بتقديم المساعدات لليهود وأطفالهم في الدنمارك التي احتلها النازيون خلال الحرب العالمية الثانية.

## السيرة الشخصية
وُلدت ثيودورا فريدريك ماري داوغارد في 22 أكتوبر 1874 في ستور أردين بالقرب من هوبرو في جوتلاند، وكانت ابنة لبيدر يوهانس جينسن (1841-1903) وبيترن دوجارد (1848-1925). بعد حصولها على التعليم كمترجمة في عام 1903 تم توظيفها من قبل جمعية المرأة الدنماركية كسكرتيرة تحرير لمجلة المرأة والمجتمع ومديرة أعمال مكتبهم الجديد. ومن خلال العمل مع إستير كارستنسن وجيريثي ليمشي وأستريد ستام فيدرسن استطاعت الانضمام إلى اللجنة الانتخابية للمنظمة لتصبح سكرتيرتها الدولية حتى عام 1915 والذي فازت فيه المرأة الدنماركية بحق التصويت.
كرست ثورا جهودها بعد ذلك في المقام الأول لحركة السلام، تحدثت ثورا أثناء حضورها المؤتمر الدولي للمرأة في عام 1915 في لاهاي حيث قالت: "لم نعد نريد أن يتم تعريفنا بأننا نساء محميات بسبب الحرب. لا، لقد اغتصبتنا الحرب!". ثم أنشأت في العام التالي سلسلة السلام للمرأة الدنماركية، وأصبحت منذ عام 1920 وحتى 1941 رئيسة الجمعية ورفعت عدد العضويات فيها إلى 15000.

## مسيرتها المهنية
بدأت في عام 1918 بناءً على خبراتها في الخارج في بناء المنازل للنساء العازبات اللاتي يعملن مع حوالي 150 شقة ومطعم ومغسلة، وعندما تم الانتهاء من ذلك في عام 1920 باسم كلارا رافايلز هوس في حي أوستيربرو في كوبنهاغن انتقلت دوجارد بنفسها لتسكن هناك. وفي العام التالي، عملت كمحررة لمجلة أسبوعية جديدة اسمها نساء الوقت والتي نشرت عام 1923 من قبل المجلس القومي للمرأة الدنماركية، كما قامت بتحرير المجلة التي نشرتها رابطة النساء الدولية لصالح السلام والحرية وهو الاسم الجديد لـ سلسلة السلام للمرأة الدنماركية. وقامت ما بين عامي 1930 و1932 بتحرير مجلة «سيداتنا» والتي كانت مشابهة لمجلة «نساء الوقت».
قامت في عام 1927 بجولة في الولايات المتحدة استمرت حتى 1929 وكان ذلك بدعوة من الأخصائية الاجتماعية الأمريكية جين أدامز والتي كانت رئيسة الرابطة النسائية الدولية للسلام والحرية، ومن ثم في عام 1934، مثلت «دوغارد ويلبف» في عصبة الأمم، لتصبح بعد ذلك أمينةً لصندوق الجامعة الدولي من عام 1938 وحتى 1946.
كانت ثورا نشطة في إنقاذ النساء اليهوديات الصغيرات بالسن من البلدان التي خضعت للاحتلال النازي في الفترة الممتدة ما بين 1938 و1939، وكانت تقوم بذلك جنباً إلى جنب مع ميلاني أوبنهايم وكيرستن غلويرفيلت تارب، ونجحت ثورا في إرسال 320 طفلة إلى الدنمارك. ومن ثم خلال الاحتلال النازي للدنمارك، تم إرسال معظمهم إلى السويد، كما أن توّرطها مع اليهود أجبرها على الفرار إلى السويد في عام 1943.

## وفاتها
توفيت ثورا دوجارد في 28 يونيو 1951 في هولستيبرو ودُفنت في دير ماريجر.